# Château de Hvedholm
Le château de Hvedholm est un château danois situé dans l'île de Fionie, à 2 km de Fåborg, entouré d'un parc de 10 hectares. C'est aujourd'hui un hôtel.

## Historique

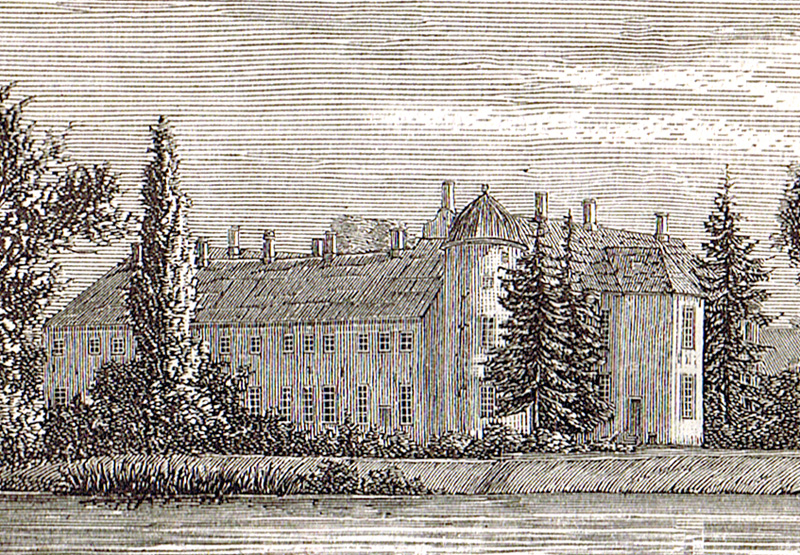
Gravure du château de Hvedholm datée de 1872

Le château a été construit au XVe siècle et a été successivement avec ses terres et les villages alentour propriété seigneuriale de la famille Panter, puis à la fin du XVe siècle aux Hardenberg (de), par mariage à la famille Bille au XVIe siècle, par mariage à la famille Brahe au début du XVIIe siècle, jusqu'à ce que le gouvernement socialiste danois exige du baron Brahe, par une loi visant les propriétaires terriens en 1919, des taxes colossales, obligeant ainsi la famille à le vendre à l'État pour 175 000 couronnes. Une partie du domaine a été restituée en compensation en 1928 à la famille qui l'a revendue en 1937.
Le château a été restauré après un incendie entre 1878 et 1882 par l'architecte Johann Schröder. Il fait partie de la protection du patrimoine culturel. L'État l'a privatisé en 1996 et vendu, c'est depuis 1996 un hôtel.

## Source
- (da) Cet article est partiellement ou en totalité issu de l’article de Wikipédia en danois intitulé « Hvedholm » (voir la liste des auteurs).